# نبو سنتر (کالیفرنیا)
نبو سنتر (به انگلیسی: Nebo Center) یک منطقهٔ مسکونی در ایالات متحده آمریکا است که در شهرستان سن برناردینو، کالیفرنیا قرار دارد. نبو سنتر ۶٫۶ کیلومتر مربع مساحت و ۱٬۱۷۴ نفر جمعیت دارد.